# Oberlichtenau
Oberlichtenau este o comună din landul Saxonia, Germania.